# Джессіка Стенсон
Джессіка Стенсон (англ. Jessica Stenson, дошлюбне прізвище — Тренгав (англ. Trengove), нар. 15 серпня 1987) — австралійська легкоатлетка, яка спеціалізується в марафонському бігу.

## Спортивні досягнення
Дворазова учасниця олімпійських марафонських забігів — 22-ге місце на Іграх-2016 та 38-е місце на Іграх-2012.
Дворазова учасниця марафонських забігів на чемпіонатах світу — 9-е місце у 2017 та 11-е місце у 2013.
Срібна призерка чемпіонату Океанії з марафонського бігу (2018).
Чемпіонка Ігор Співдружності у марафонському бігу (2022).
Дворазова бронзова призерка Ігор Співдружності у марафонському бігу (2014, 2018).